# Черваро (Фођа)
Черваро (итал. Cervaro) је насеље у Италији у округу Фођа, региону Апулија.
Према процени из 2011. у насељу је живело 145 становника. Насеље се налази на надморској висини од 80 м.